# Newtown Linford
Pour les articles homonymes, voir Newtown et Linford.
Newtown Linford est une paroisse civile et un village du Leicestershire, en Angleterre.